# Daisetta
Daisetta ist eine Stadt im Liberty County im US-Bundesstaat Texas in den Vereinigten Staaten. Das U.S. Census Bureau hat bei der Volkszählung 2020 eine Einwohnerzahl von 923 ermittelt.

## Geografie
Die Stadt liegt im Osten des Countys, im Südosten von Texas, ist im Osten etwa 70 km von Louisiana, im Südosten etwa 65 km vom Golf von Mexiko entfernt und hat eine Gesamtfläche von 3,8 km² ohne nennenswerte Wasserfläche.

## Geschichte
Der Ladenbesitzer Newt Farris gründete die Stadt 1917 und benannte sie nach Daisy Barrett und Etta White.

## Demografische Daten
Nach der Volkszählung im Jahr 2000 lebten hier 1.034 Menschen in 369 Haushalten und 290 Familien. Die Bevölkerungsdichte betrug 269,7 Einwohner pro km². Ethnisch betrachtet setzte sich die Bevölkerung zusammen aus 95,55 % weißer Bevölkerung, 2,32 % Afroamerikanern, 0,00 % amerikanischen Ureinwohnern, 0,00 % Asiaten, 0,00 % Bewohnern aus dem pazifischen Inselraum und 1,16 % aus anderen ethnischen Gruppen. Etwa 0,97 % waren gemischter Abstammung und 2,13 % der Bevölkerung waren spanischer oder lateinamerikanischer Abstammung.
Von den 369 Haushalten hatten 39,6 % Kinder unter 18 Jahre, die im Haushalt lebten. 61,8 % davon waren verheiratete, zusammenlebende Paare. 13,6 % waren allein erziehende Mütter und 21,4 % waren keine Familien. 19,5 % aller Haushalte waren Singlehaushalte und in 11,4 % lebten Menschen, die 65 Jahre oder älter waren. Die Durchschnittshaushaltsgröße betrug 2,80 und die durchschnittliche Größe einer Familie belief sich auf 3,23 Personen.
29,9 % der Bevölkerung waren unter 18 Jahre alt, 8,5 % von 18 bis 24, 29,4 % von 25 bis 44, 19,7 % von 45 bis 64, und 12,5 % die 65 Jahre oder älter waren. Das Durchschnittsalter war 33 Jahre. Auf 100 weibliche Personen aller Altersgruppen kamen 98,1 männliche Personen. Auf 100 Frauen im Alter von 18 Jahren und darüber kamen 92,3 Männer.
Das jährliche Durchschnittseinkommen eines Haushalts betrug 28.173 USD, das Durchschnittseinkommen einer Familie 33.281 USD. Männer hatten ein Durchschnittseinkommen von 30.529 USD gegenüber den Frauen mit 17.396 USD. Das Prokopfeinkommen betrug 12.969 USD. 14,5 % der Bevölkerung und 14,7 % der Familien lebten unterhalb der Armutsgrenze. Davon waren 15,9 % Kinder und Jugendliche unter 18 Jahren und 19,0 % waren 65 oder älter.